# ناحیه پراویسو، شهرستان کوک، ایلینوی
ناحیه پراویسو (به انگلیسی: Proviso Township) یک منطقهٔ مسکونی در ایالات متحده آمریکا است که در شهرستان کوک (ایلینوی) واقع شده‌است. ناحیه پراویسو ۷۶٫۸۶ کیلومتر مربع مساحت دارد ۱۹۱ متر بالاتر از سطح دریا واقع شده‌است.